# Rita Montagnana
Rita Montagnana (Turín, 6 de enero de 1895 - Roma, 18 de julio de 1979) fue una política italiana, dirigente y parlamentaria del Partido Comunista Italiano.

## Biografía
De familia judía, a los 13 años Rita Montagnana trabajaba ya como aprendiza en una sastrería, comprometiéndose desde muy joven en la actividad política. Miembro desde 1915 del Partido Socialista Italiano, participó en 1917 en las revueltas de Turín contra la hambruna y la guerra, y en 1919-1920, ya como trabajadora de la Fiat, en el movimiento de los Consejos Obreros y subsiguiente ocupación de las fábricas.
Adherida a la corriente socialista de izquierdas que editaba la revista L'Ordine Nuovo -dirigida por Antonio Gramsci-, participó en la fundación del entonces llamado Partido Comunista de Italia -luego Partido Comunista Italiano-, y en esa condición asistió en Moscú al III Congreso de la Internacional Comunista. En 1922 fundó el periódico quincenal La compagna (La Camarada), órgano del movimiento de mujeres del Partido Comunista, que codirigió, primero en Roma y luego en Turín.
En la redacción de L'Ordine nuovo Rita conoció a Palmiro Togliatti, con quien  se casaría en 1924, naciendo al año siguiente el único hijo del matrimonio, Aldo, aquejado de graves dolencias mentales. El matrimonio, aunque legalmente indisoluble, se rompería definitivamente en 1948, cuando se hizo pública la relación de Togliatti con Nilde Iotti.
Como otros dirigentes comunistas, el matrimonio Togliatti-Montagnana hubo de exiliarse durante el régimen fascista, primero en Francia y luego en la Unión Soviética, con largas estancias en Francia y Suiza y algún viaje clandestino a Italia. Entre 1936 y 1938 Rita Montagnana estuvo junto a su marido en la España en llamas de la guerra civil. En abril de 1944 volvió a Italia, concretamente a la Nápoles ya liberada, convirtiéndose en dirigente de la rama femenina del PCI y en una de las fundadoras y dirigentes de la Unión de Mujeres Italianas.
En ese papel de dirigente del movimiento de mujeres, Montagnana fue una de las organizadoras de la celebración, en la inmediata posguerra, del primer Día Internacional de la Mujer, siendo responsable, junto a Teresa Noce y a Teresa Mattei, de la elección de la mimosa como símbolo floral del 8 de marzo, peculiaridad italiana que dio lugar a la costumbre, que aún se conserva, de regalar a las mujeres un ramo de mimosas en esa fecha conmemorativa.
Montagnana fue elegida diputada a la Asamblea Constituyente y, en 1948, senadora en la I Legislatura. Miembro del Comité Central del PCI entre 1945 y 1956, asistió como delegada italiana al XX Congreso del Partido Comunista de la Unión Soviética.
A partir de 1958 Rita Montagnana se retiró progresivamente de la vida política, también en el seno del Partido, y se dedicó al cuidado de su hijo enfermo. Murió en Roma el 18 de julio de 1979, a los 84 años de edad. Su cuerpo reposa en el Cementerio del Parque de su natal Turín. Dejó escritas algunas obras, basadas fundamentalmente en los recuerdos de su estancia en la Unión Soviética: Escuchemos a una mujer que ha estado en Rusia, Campesinos en la URSS, o Recuerdos de la Unión Soviética, todas de 1945.